# Francesco d'Assisi di Borbone-Spagna
Francesco d'Assisi di Borbone (in spagnolo Francisco de Asis de Borbón; Aranjuez, 13 maggio 1822 – Épinay-sur-Seine, 17 aprile 1902) è stato un infante di Spagna, duca di Cadice e re consorte di Spagna come marito della regina Isabella II.

## Biografia

### Infanzia

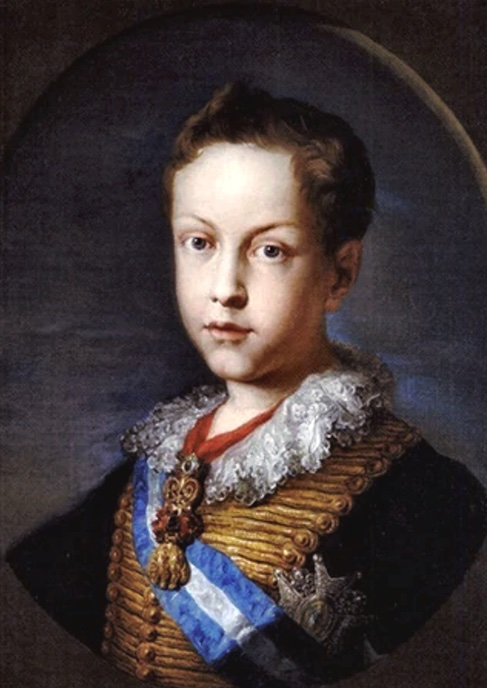
L'Infante Francesco d'Assisi da bambino (Bernardo López Piquer, 1832 circa)

Francesco d'Assisi di Borbone-Spagna nacque ad Aranjuez il 13 maggio 1822. Era figlio di Francesco di Paola di Borbone (1794-1865), duca di Cadice, fratello minore di Ferdinando VII (1784-1833).
La madre era Luisa Carlotta di Borbone (1804-1844), principessa delle Due Sicilie, figlia di Francesco I delle Due Sicilie (1777-1830) e di Maria Isabella di Borbone-Spagna (1789-1848), a sua volta figlia di re Carlo IV di Spagna.
Sua madre Luisa Carlotta di Borbone-Due Sicilie, nata a Napoli, aveva sposato nel 1819 all'età di 14 anni, per ragioni di Stato, lo zio Francesco di Paola di Borbone.
Francesco, familiarmente chiamato "Paquita", era nipote di Carlo IV (1748-1808) e di Maria Luisa di Borbone-Parma (1751-1819) per parte paterna, mentre il padre era zio di sua madre.
Pertanto Carlo IV era nonno di Francesco d'Assisi da parte paterna, come già visto, e anche suo bisnonno da parte materna. Carlo IV inoltre aveva sposato Maria Luisa di Borbone-Parma, sua cugina di primo grado.
Carlo IV fu il re che promulgò la prammatica sanzione, che fu poi resa effettiva da Ferdinando VII il 31 marzo 1830, pochi mesi prima della nascita della figlia Isabella, per poterle in tal modo trasmettere il diritto al trono dopo la sua morte in deroga al diritto, secondo la precedente legge salica, di suo fratello Carlo Maria Isidoro.

### Matrimonio
Francesco era quindi cugino di primo grado di Isabella II (1830-1904), che sposò il 10 ottobre 1846 per ragioni di Stato, con la speranza di porre fine al conflitto dinastico che aveva provocato le guerre carliste.
A seguito del suo matrimonio ebbe il titolo di re consorte di Spagna.

### Duca di Cadice
Nello stesso giorno Antonio d'Orléans, primo cugino di sua madre Luisa Carlotta di Borbone-Due Sicilie, sposò l'infanta Luisa Ferdinanda di Borbone-Spagna, sorella minore di Isabella II.

### Re consorte di Spagna

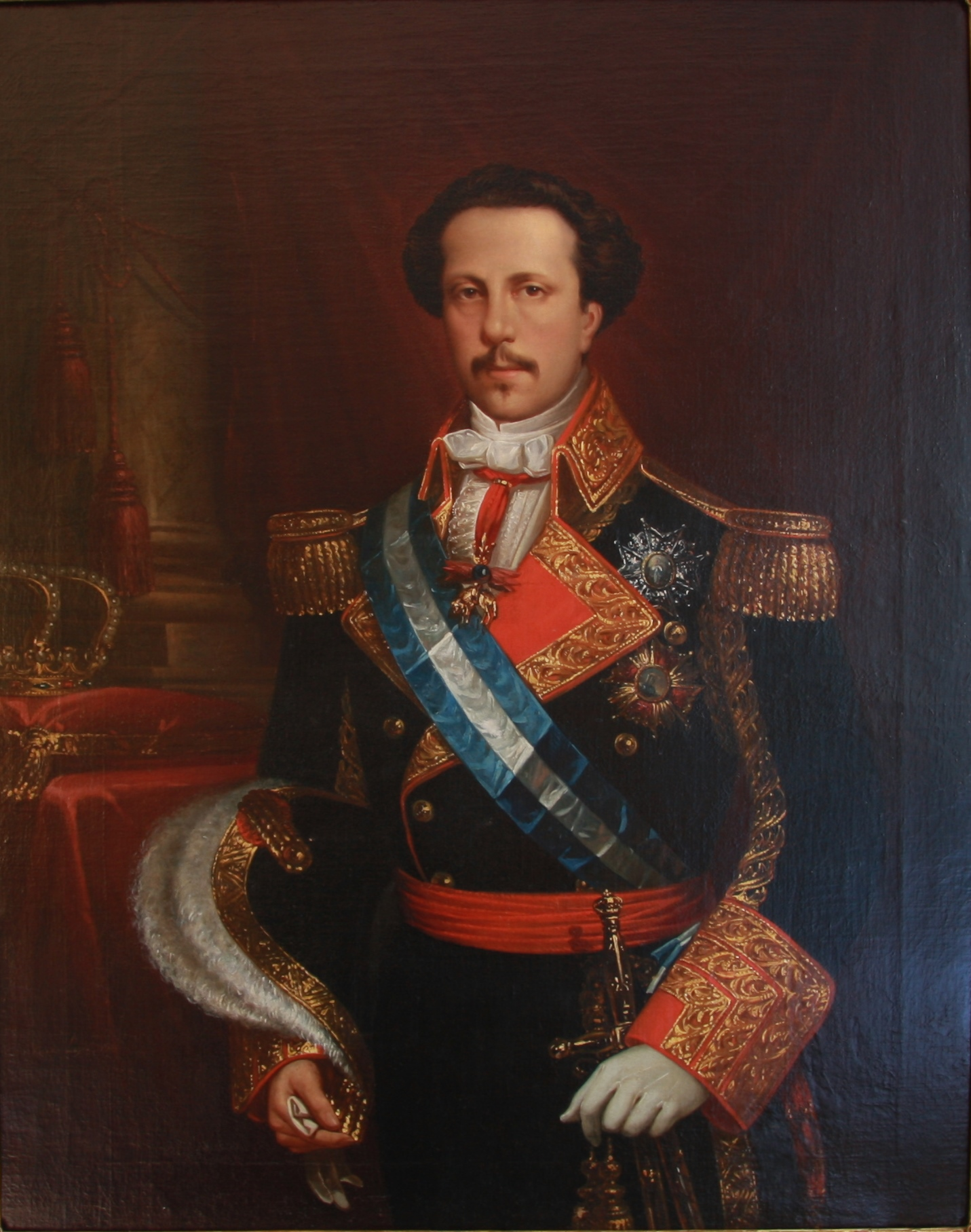
Ritratto del re Francesco di Vicente López y Portaña

Francesco influenzò in senso conservatore la politica della consorte, il cui regno fu caratterizzato da grande instabilità politico-istituzionale e da altrettanto grande discredito dell'istituzione monarchica.
Poco noto è il suo mecenatismo per l'arte, grazie al quale furono restaurati molti antichi monumenti di Madrid. Nel 1855 commissionò al pittore Luis de Madrazo il quadro di Santa Isabella d'Ungheria per l'anticamera della regina nel palazzo reale di Madrid.
Il matrimonio fu infelice e ottenne gli effetti politici contrari a quelli sperati, anche per via dei sospetti di omosessualità o bisessualità che pendevano su Francesco, tanto che la stessa Isabella, informata del progettato matrimonio con il cugino, di cui conosceva molto bene le attitudini, esclamò "Con Paquita, no!", e manifestò invece di voler sposare al suo posto il fratello minore di Francesco, Enrico.
Inoltre Francesco soffriva di ipospadia, una malformazione del pene che lo costringeva ad orinare seduto e che fu fonte di dileggio da parte della opposizione liberal-progressista.
Isabella fu delusa del marito sin dalla prima notte di nozze, tanto da rispondere a chi le chiedeva le sue impressioni: "Che cosa posso dire di un uomo che aveva indosso più merletti di me?".
Per tali motivi, sebbene la coppia avesse avuto 12 figli, compresi taluni morti appena nati, di cui tre maschi, corsero voci, mai smentite e molto probabilmente vere, che Francesco non fosse il padre del principe delle Asturie, il futuro re Alfonso XII, né degli altri figli reali.
Il matrimonio comunque si sciolse dopo il 1868, data dell'esilio della coppia regale in Francia in seguito alla rivoluzione del 1868. Durante l'esilio Francesco si faceva chiamare conte di Moratalla quando voleva conservare l'incognito.
Dopo la morte in duello di suo fratello minore Enrico, duca di Siviglia, per mano di suo cugino Antonio d'Orléans, ne adottò i quattro figli. Francesco aveva frequentato con il fratello Enrico il collegio Enrico IV a Parigi
Alla morte di Enrico V nel 1883, Francesco d'Assisi di Borbone-Spagna era quinto nella linea di successione al trono di Francia.

### Ultimi anni e morte

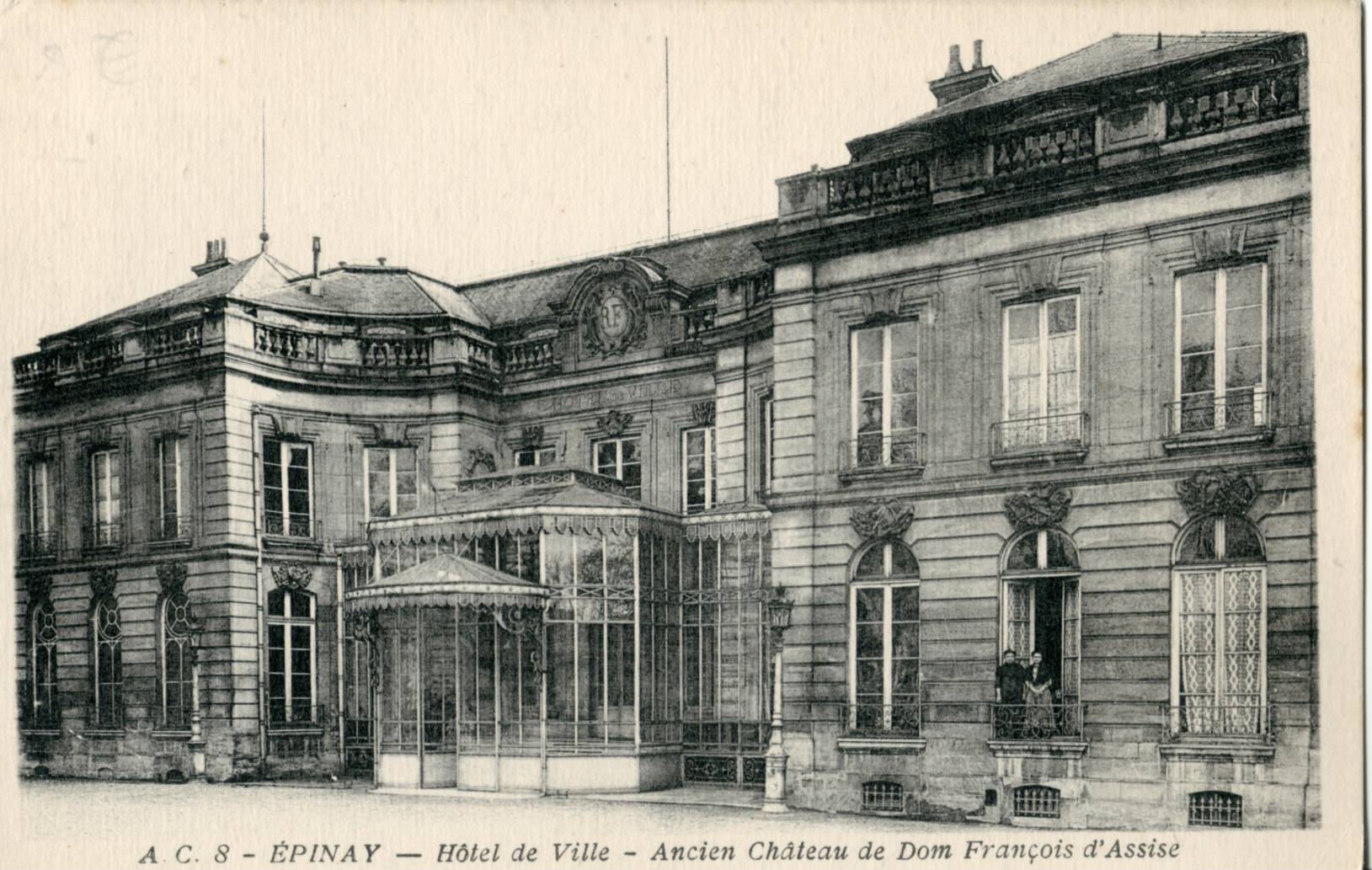
Il castello di Épinay-sur-Seine
agli inizi del '900

Non fece più rientro in Spagna dopo il 1881, anno in cui fissò la sua residenza nel castello di Épinay-sur-Seine, che acquistò appositamente e dove morì il 17 aprile 1902.
È sepolto accanto alla moglie Isabella II di Spagna nella cripta reale presso il monastero dell'Escorial, situato nella Sierra de Guadarrama a 60 km da Madrid.

## Discendenza
Isabella, durante il loro matrimonio, partorì dodici figli, di cui cinque sopravvissuti. È probabile che nessuno di loro fosse figlio biologico di Francesco, che pare fosse omosessuale, ma piuttosto siano stati concepiti dagli amanti della regina. Francesco nutriva quantomeno sospetti sulla paternità dei nascituri, ma se ne assunse comunque la paternità legale, anche se non spontaneamente, e in seguito usò la questione della paternità per ricattare economicamente Isabella.
- Luigi Ferdinando (20 maggio 1849), nato morto;
- Ferdinando Francesco (12 luglio 1850), morto entro cinque minuti dalla nascita;
- Maria Isabella, principessa delle Asturie (1851–1931), che sposò Gaetano di Borbone-Due Sicilie, conte di Girgenti;
- Maria Cristina (5 gennaio 1854 - 7 gennaio 1854);
- Margherita (23 settembre 1855 - 24 settembre 1855), nata prematura e morta entro ventiquattr'ore;
- Francesco Ferdinando d'Assisi (21 dicembre 1856), nato morto;
- Alfonso XII di Spagna (1857 – 1885), re di Spagna;
- Maria de la Concepcion (1859 – 21 ottobre 1861);
- Maria de Pilar (1861 – 1879);
- Maria de la Paz (1862 – 1946), che sposò suo cugino il principe Ludovico Ferdinando di Baviera;
- Eulalia de Asis de la Piedad (1864 – 1958), che sposò suo cugino l'infante Antonio, duca di Galliera, figlio della zia materna Luisa Ferdinanda;
- Francesco d'Assisi Leopoldo Maria Enrico (24 gennaio 1866 - 14 febbraio 1866).

## Ascendenza
|                                       |                                |                                 | Genitori                      |  |  | Nonni |  |  | Bisnonni            |  |  | Trisnonni           |  |
|                                       |                                |                                 |                               |  |  |       |  |  | Carlo III di Spagna |  |  | Filippo V di Spagna |  |
|                                       |                                |                                 |                               |  |  |       |  |  | Carlo III di Spagna |  |  | Filippo V di Spagna |  |
|                                       |                                | Elisabetta Farnese              |                               |  |  |       |  |  | Carlo III di Spagna |  |  |                     |  |
| Carlo IV di Spagna                    |                                |                                 |                               |  |  |       |  |  | Carlo III di Spagna |  |  |                     |  |
|                                       |                                | Maria Amalia di Sassonia        | Augusto III di Polonia        |  |  |       |  |  |                     |  |  |                     |  |
|                                       |                                | Maria Amalia di Sassonia        | Augusto III di Polonia        |  |  |       |  |  |                     |  |  |                     |  |
|                                       |                                | Maria Amalia di Sassonia        | Maria Giuseppa d'Austria      |  |  |       |  |  |                     |  |  |                     |  |
| Francesco di Paola di Borbone-Spagna  |                                | Maria Amalia di Sassonia        |                               |  |  |       |  |  |                     |  |  |                     |  |
|                                       |                                | Filippo I di Parma              | Filippo V di Spagna           |  |  |       |  |  |                     |  |  |                     |  |
|                                       |                                | Filippo I di Parma              | Filippo V di Spagna           |  |  |       |  |  |                     |  |  |                     |  |
|                                       |                                | Filippo I di Parma              | Elisabetta Farnese            |  |  |       |  |  |                     |  |  |                     |  |
| Maria Luisa di Borbone-Parma          |                                | Filippo I di Parma              |                               |  |  |       |  |  |                     |  |  |                     |  |
|                                       |                                | Elisabetta di Borbone-Francia   | Luigi XV di Francia           |  |  |       |  |  |                     |  |  |                     |  |
|                                       |                                | Elisabetta di Borbone-Francia   | Luigi XV di Francia           |  |  |       |  |  |                     |  |  |                     |  |
|                                       |                                | Elisabetta di Borbone-Francia   | Maria Leszczyńska             |  |  |       |  |  |                     |  |  |                     |  |
| Francesco di Borbone-Spagna           |                                | Elisabetta di Borbone-Francia   |                               |  |  |       |  |  |                     |  |  |                     |  |
|                                       | Ferdinando I delle Due Sicilie | Carlo III di Spagna             |                               |  |  |       |  |  |                     |  |  |                     |  |
|                                       | Ferdinando I delle Due Sicilie | Carlo III di Spagna             |                               |  |  |       |  |  |                     |  |  |                     |  |
|                                       | Ferdinando I delle Due Sicilie | Maria Amalia di Sassonia        |                               |  |  |       |  |  |                     |  |  |                     |  |
| Francesco I delle Due Sicilie         | Ferdinando I delle Due Sicilie |                                 |                               |  |  |       |  |  |                     |  |  |                     |  |
|                                       |                                | Maria Carolina d'Asburgo-Lorena | Francesco I di Lorena         |  |  |       |  |  |                     |  |  |                     |  |
|                                       |                                | Maria Carolina d'Asburgo-Lorena | Francesco I di Lorena         |  |  |       |  |  |                     |  |  |                     |  |
|                                       |                                | Maria Carolina d'Asburgo-Lorena | Maria Teresa d'Austria        |  |  |       |  |  |                     |  |  |                     |  |
| Luisa Carlotta di Borbone-Due Sicilie |                                | Maria Carolina d'Asburgo-Lorena |                               |  |  |       |  |  |                     |  |  |                     |  |
|                                       |                                | Carlo IV di Spagna              | Carlo III di Spagna           |  |  |       |  |  |                     |  |  |                     |  |
|                                       |                                | Carlo IV di Spagna              | Carlo III di Spagna           |  |  |       |  |  |                     |  |  |                     |  |
|                                       |                                | Carlo IV di Spagna              | Maria Amalia di Sassonia      |  |  |       |  |  |                     |  |  |                     |  |
| Maria Isabella di Borbone-Spagna      |                                | Carlo IV di Spagna              |                               |  |  |       |  |  |                     |  |  |                     |  |
|                                       |                                | Maria Luisa di Borbone-Parma    | Filippo I di Parma            |  |  |       |  |  |                     |  |  |                     |  |
|                                       |                                | Maria Luisa di Borbone-Parma    | Filippo I di Parma            |  |  |       |  |  |                     |  |  |                     |  |
|                                       |                                | Maria Luisa di Borbone-Parma    | Elisabetta di Borbone-Francia |  |  |       |  |  |                     |  |  |                     |  |
|                                       |                                | Maria Luisa di Borbone-Parma    |                               |  |  |       |  |  |                     |  |  |                     |  |